# Lê Văn Huân
Lê Văn Huân (1876 - 1929), hiệu Lâm Ngu, là một chí sĩ theo đường lối kháng Pháp ở đầu thế kỷ 20 trong lịch sử Việt Nam.

## Thân thế và sự nghiệp
Ông sinh năm Bính Tý (1876) tại làng Trung Lễ, huyện La Sơn (nay là xã Trung Lễ, huyện Đức Thọ, tỉnh Hà Tĩnh).
Cha ông là Lê Văn Thống, đậu cử nhân, làm Bang biện huyện Tương Dương, tỉnh Nghệ An. Mẹ ông là Phan Thị Đại, chị ruột Đình nguyên tiến sĩ Phan Đình Phùng. Vì cha mất lúc 2 tuổi, nên được mẹ đem về nuôi ở quê ngoại là làng Đông Thái, xã Việt Yên (nay là xã Tùng Ảnh, huyện Đức Thọ).

### Lánh nạn, thi đỗ
Năm 1885, hưởng ứng dụ Cần Vương, cậu ông là tiến sĩ Phan Đình Phùng (người làng Đông Thái) dựng cờ khởi nghĩa, nên làng bị quân Pháp và quân triều thân Pháp kéo đến triệt phá.
Để lánh cơn binh lửa, hai mẹ con phải chạy lên Hương Sơn (Hà Tĩnh), rồi sang tận Thanh Chương, Nam Đàn (Nghệ An).
Tuy việc học bị gián đoạn, nhưng nhờ trí thông minh và siêng học nên Lê Văn Huân vẫn có tiếng là một học trò giỏi.
Năm 18 tuổi, ông bắt đầu làm quen các bậc đàn anh như Phan Bội Châu, Đặng Thái Thân...
Năm 1906, Lê Văn Huân dự kỳ thi Hương ở trường Nghệ An và đỗ giải nguyên, nên còn được gọi là Giải Huân.
Năm 1907, ông vào Huế thi Hội không đỗ, nhưng vẫn ở lại nơi đây một thời gian để làm quen với một số nhân vật yêu nước có tiếng ở miền Trung như Trần Quý Cáp, Huỳnh Thúc Kháng...

### Tham gia cách mạng và bị tù đày
Về lại Nghệ An, Lê Văn Huân tích cực hoạt động trong Duy Tân hội. Sau đó, ông cùng Đặng Nguyên Cẩn, Ngô Đức Kế mở Triều Dương thương điếm ở Vinh (Nghệ An), để gây quỹ cho Phong trào Đông Du.
Tại đây, ông thuộc nhóm Minh xã (theo chủ trương của Ngô Đức Kế) là cải cách văn hóa, công thương nghiệp...khác với nhóm Ám xã, chủ trương bạo động võ lực...
Năm 1908, phong trào chống thuế nổ ra ở Quảng Nam-Quảng Ngãi và nhanh chóng lan ra nhiều nơi. Ở Hà Tĩnh phong trào này diễn ra rất mạnh mẽ, nên càng bị đàn áp dữ dội. Hàng loạt các nhà yêu nước như Ngô Đức Kế, Đặng Nguyên Cẩn, Lê Văn Huân đều bị bắt và bị đày ra tận đảo Côn Lôn.
Qua 9 năm bị đày ải, tháng 8 năm 1917, Lê Văn Huân được tha về nhưng vẫn bị quản thúc tại quê nhà.
Ở quê, ông làm nghề bốc thuốc, dạy học và bí mật liên hệ với một số người cùng chí hướng. Khoảng năm 1924-1925, ông ra Vinh bắt liên lạc với một số thanh niên trí thức yêu nước, rồi sau đó ra Hà Nội bắt liên lạc với Tôn Quang Phiệt bàn việc lập tổ chức cách mạng mới.

### Tiếp tục hoạt động cách mạng
Năm 1925, nhân ngày Quốc khánh Pháp (14 tháng 7), Lê Văn Huân, Tôn Quang Phiệt, Trần Đình Thanh, Ngô Đức Diễn cùng một số người khác đã họp ở núi Quyết (Nghệ An), quyết định thành lập Hội Phục Việt, nhằm truyền bá tư tưởng “hợp quần, ái quốc” trong nhân dân.
Ngày 30 tháng 6 năm 1925, Phan Bội Châu lại bị thực dân Pháp bắt tại Hàng Châu (Trung Quốc), bị dẫn giải về Hà Nội. Nhà cầm quyền Pháp định thủ tiêu kín nhưng việc bại lộ phải đưa ông ra xét xử rồi kết án chung thân khổ sai. Hội Phục Việt liền cho rải truyền đơn phản đối việc kết án và được nhiều nơi hưởng ứng, buộc Toàn quyền Đông Dương Alexandre Varenne phải ra lệnh ân xá Phan Bội Châu nhưng phải an trí ông ở Huế.
Căm tức, nhà cầm quyền Pháp cho truy lùng ráo riết các nhà lãnh đạo hội. Theo gợi ý của Lê Văn Huân, Hội Phục Việt đổi tên thành Hội Hưng Nam.

### Đắc cử vào Viện Dân biểu Trung Kỳ
Năm 1926, Viện Dân biểu Trung Kỳ (tiếng Pháp: Chambre des Représentants du Peuple de l'Annam) được thành lập theo nghị định ngày 24 tháng 2 năm 1926 của Toàn quyền Alexandre Varenne.
Để có thể đấu tranh công khai hợp pháp, Huỳnh Thúc Kháng và Lê Văn Huân (đơn vị Hà Tĩnh) đều ra ứng cử và đều trúng cử đại biểu.
Nhưng khi thấy Viện Dân biểu Trung Kỳ chỉ là tổ chức bù nhìn của thực dân, Huỳnh Thúc Kháng từ chức Viện trưởng, Lê Văn Huân cùng nhiều người khác cũng rút khỏi viện vào năm 1928.

### Lại bị bắt và tuẫn tiết
Để tạo điều kiện cho việc thống nhất các lực lượng yêu nước, Hội Hưng Nam đổi tên thành Việt Nam cách mạng đảng, rồi Việt Nam cách mạng đồng chí hội và bàn bạc hợp nhất với Hội Việt Nam Cách mạng Thanh niên do Nguyễn Ái Quốc tổ chức nhưng chưa thành công.
Ngày 14 tháng 7 năm 1928, Việt Nam cách mạng đồng chí hội họp tại Huế quyết định cải tổ thành Tân Việt Cách mạng Đảng, và Lê Văn Huân được cử ra phụ trách Liên tỉnh bộ Nghệ-Tĩnh.
Tháng 9 năm 1929, nhân vụ ám sát viên mộ phu đồn điền Bazin, thực dân Pháp thẳng tay đàn áp các cơ sở cách mạng và cơ sở của đảng Tân Việt cũng bị vỡ gần hết.
Ngày 13 tháng 9 năm 1929, Lê Văn Huân bị bắt và bị đưa ra Vinh, trong nhà lao ông đã tuyệt thực rồi tự mổ bụng hy sinh vào ngày 20 tháng 9 năm đó khi 53 tuổi.

## Vinh danh
Lê Văn Huân mất, Huỳnh Thúc Kháng có làm câu đối điếu ông:
Chữ danh đeo đuổi, đầu bạc vẫn chưa thôi, công chả thành mà tội có ai tha, tòa án đất kêu, đậy nắp quan tài là rảnh chuyện.
Hồn nước bơ vơ, tuổi xanh thương những kẻ, chết đã thiệt mà sống làm sao đặng, học trường trời dạy, treo gương nhân cách để cùng soi.
Ghi công Lê Văn Huân, hiện ở quận Tân Bình (Thành phố Hồ Chí Minh), thành phố Vinh (Nghệ An), thị xã Kỳ Anh (Hà Tĩnh), thành phố Quy Nhơn (Bình Định)... có những con đường mang tên ông.

## Thơ Lê Văn Huân
Thơ ông hiện chỉ còn một ít bài được in trong Thi tù tùng thoại của Huỳnh Thúc Kháng do nhà xuất bản Nam Cường ấn hành tại Sài Gòn năm 1951.
Giới thiệu một bài thơ ông làm gửi về cho mẹ khi còn bị giam ở Côn Lôn:
| Phiên âm Hán-Việt: Ký mẫu thân Nhân tử hiếu phụ mẫu, Đương tri phụ mẫu tâm. Chỉ khủng danh bất lập, Lục lục đương tự trầm. Đông Nam hữu nhất đảo, Câu vi hào kiệt lâm. Lưu lạc nhất đáo thử, Giá trị cao thiên câm (kim). Tri thử ngu mộ niên, Vô nãi hiếu tình thâm. Khu khu xan thiện gian, Hà dĩ khai u khâm. Ngã diệc phần hương chúc, Thai bốc tục thi ngâm. | Huỳnh Thúc Kháng dịch thơ: Gửi mẹ Con thảo với cha mẹ Lòng cha mẹ thế nào? Lo con không tự lập, Trọn đời chìm dưới ao. Đông Nam có hòn đảo, Một rừng tụ anh hào. Lưu lạc được đến đây, Ngàn vàng giá trị cao. Ý ấy dâng tuổi già Lòng thảo sâu biết bao? Sớm chiều lo cơm cháo, Chưa phải đền công lao. Ta cùng đốt hương chúc, Chén thọ mừng tiệc đào. |